# 塞伊漢河歐雅魚
塞伊漢河歐雅魚（學名：Squalius seyhanensis）為輻鰭魚綱鯉形目雅羅魚科的其中一種，分布於亞洲土耳其塞伊漢河上游的Sariz河和Zamanti河流域，本魚體延長，身體具有對比鮮明的網狀圖案，雄魚的嘴稍近端位，有輕微的下巴；雌魚的嘴位於端位，有明顯的下巴；雄魚的口鼻部略尖，雌魚的口部呈圓形，臀鰭和腹鰭橘色，背鰭軟條12枚、臀鰭軟條10-11枚，體長可達45.3公分，棲息在流動快速、冰冷、礫石底質的溪流，生活習性不明。